# Batalha de Londínio
A Batalha de Londínio foi travada em 60, no contexto da Revolta de Boadiceia, entre as forças romanas, comandadas pelo governador romano da Britânia, Caio Suetônio Paulino, e os rebeldes icenos da rainha Boadiceia na cidade romana de Londínio. 

## Contexto
Em 60 ou 61, um pouco mais de dez anos depois da fundação de Londínio, Prasutago, o rei dos icenos, morreu. Ele possivelmente foi instalado pelos romanos depois da fracassada revolta dos icenos contra o desarmamento promovido por Públio Ostório Escápula contra as tribos aliadas em 47 ou pode ter ajudado os romanos contra seus próprios compatriotas durante a revolta. Seu testamento determinava a divisão de seu patrimônio entre Roma e suas duas filhas, mas o direito romano proibia o recebimento de heranças por mulheres e já era prática comum na época tratar reinos aliados como propriedades dos reis durante sua vida e que seriam anexadas quando ele morresse, como havia sido o caso do Reino da Bitínia e do Reino da Galácia. Financistas romanos, incluindo Sêneca, determinaram o pagamento de todos os empréstimos tomados junto aos romanos de uma vez e o procurador provincial, Cato Deciano, confiscou as propriedades tanto do rei quando de seus nobres. Tácito relata que, quando a esposa do rei, Boadiceia, tentou protestar, os romanos a flagelaram, estupraram suas duas filhas e escravizaram seus nobres e parentes. Furiosa, Boadiceia iniciou uma fracassada revolta contra o jugo romano.

## Revolta de Boadiceia
Duzentos soldados mal-equipados foram enviados para defender a capital provincial e colônia romana em Camuloduno, provavelmente advindos da guarnição de Londínio. Os icenos e seus aliados subjugaram facilmente os defensores e arrasaram a cidade. A legião IX Hispana, comandada por Quinto Petílio Cerial, marchando para o sul pela Fosse Way, foi emboscada e aniquilada. Cato Deciano, o procurador, conseguiu escapar com o tesouro romano e escapou para a Gália, provavelmente passando por Londínio. O governador Caio Suetônio Paulino, que estava à frente da XIV Gemina e da XX Valeria Victrix na invasão da ilha de Mona (Anglesey), conhecida atualmente como Massacre de Menai, ao saber do ataque, imediatamente retornou para a província seguindo pela Watling Street à frente da cavalaria romana, mais rápida.

## Batalha
O primeiro registro histórico sobre a cidade de Londínio aparece no relato de Tácito sobre suas ações ao chegar e descobrir o destino da IX Hispana:
| “ | A princípio, ele [Paulino] hesitou sobre ficar e lutar ali mesmo. Finalmente, sua inferioridade numérica — e o preço claramente pago pela precipitação do comandante divisional [Cerial] — fez com que ele decidisse sacrificar unicamente a cidade de Londínio para salvar a província como um todo. Impassível aos lamentos e apelos, Suetônio deu o sinal para a partida. Os habitantes foram autorizados a segui-lo. Mas os que ficaram por serem mulheres ou idosos ou muito ligados ao local foram massacrados pelo inimigo. | ” |
|   | — Tácito, Anais XXXIII. |   |

Escavações revelaram extensivas evidências de destruição por fogo na forma de uma camada de cinzas vermelhas abaixo da cidade nesta data. Suetônio retornou para se encontrar com a infantaria de suas legiões, que vinham mais lentamente, e encontrou e derrotou o exército britano na Batalha de Watling Street, massacrando cerca de 70 000 homens e seguidores. Há uma crença folclórica muito antiga de que esta batalha teria ocorrido em King's Cross, simplesmente porque a região, uma antiga vila medieval, era conhecida como "Battle Bridge". A fuga de Suetônio para junto de seus homens, a destruição de Verulâmio (St Albans) e batalha logo depois em "um lugar com mandíbulas estreitas com uma floresta de fundo" refutam esta tradição e nenhuma evidência arqueológica foi descoberta no local até o momento.